# Saint-Fons
Saint-Fons este o comună în departamentul Rhône din sud-estul Franței. În 2009 avea o populație de 16.690 de locuitori.

## Evoluția populației
| An        | 1975   | 1982   | 1990   | 1999   | 2006   | 2009   |
| --------- | ------ | ------ | ------ | ------ | ------ | ------ |
| Populație | 17.144 | 15.291 | 15.735 | 15.671 | 16.589 | 16.690 |